# Cathy O'Neil
Catherine ("Cathy") Helen O'Neil là một nhà toán học người Mỹ và là tác giả của trang blog mathbabe.org và một số cuốn sách về lĩnh vực khoa học dữ liệu, bao gồm Weapons of Math Destruction. Cô từng là Giám đốc của Chương trình Lede trong Thực tiễn Dữ liệu tại Trường Báo chí sau đại học Columbia, trung tâm Tow và được tuyển dụng làm Chuyên gia tư vấn Khoa học dữ liệu tại Johnson Research Labs.
Hiện giờ cô đang sống ở Thành phố New York và hoạt động tích cực trong phong trào Chiếm đóng.

## Giáo dục và sự nghiệp
O'Neil gia nhập vào Đại học California tại Berkeley, cô nhận bằng tiến sĩ của Đại học Harvard vào năm 1999, và sau đó nắm giữ các vị trí trong các lĩnh vực toán học của MIT và Barnard College, ở đó cô nghiên cứu về Hình học đại số. Cô rời khỏi học viện vào năm 2007, và làm việc bốn năm trong ngành tài chính, bao gồm hai năm tại quỹ đầu tư D. E. Shaw. Sau đó cô tham gia phong trào Chiếm lấy Phố Wall, tham gia vào Alternative Banking Group.

## Cuộc sống cá nhân
O'Neil sống ở thành phố New York với chồng của cô Aise Johan de Jong và đã có ba đứa con.